# Оружане снаге САД
Оружане снаге Сједињених Америчких Држава (енгл. United States Armed Forces) су оружана формација Сједињених Америчких Држава. Састоје се од Копнене војске, Ратне морнарице, Ратног ваздухопловства, Морнаричке пешадије, Обалске страже и Свемирских снага.
САД има јаку традицију цивилне контроле над војском. Док је главнокомандујући председник Доналд Трамп, Савезно извршно одељење Министарства одбране САД је главни орган преко којег се војна политика спроводи. Министарство одбране је на челу са секретаром за одбрану, који је и члан Кабинета и који је други у команди после председника. Да би координирао војне акције са дипломатијом, председник има саветника за националну безбедност који је на челу Савета за националну безбедност.
Оружане снаге САД се сматрају најмоћнијом војском на свету. Војни расходи САД износили су 877 милијарди долара у 2022, што је више од било које друге државе у свету. Оружане снаге САД имају значајне могућности и у одбрани и у пројекцији моћи због свог великог буџета, што резултира напредним и моћним технологијама које омогућавају широко распоређивање снага широм света, укључујући око 800 војних база ван САД.

## Историја

### Други светски рат
Због океана који су је одвајали од Европе и Азије, те у домаћој политици владајућег изолационизма, САД су 1930-их врло мало улагали у одбрану, верујући да ће се будући рат избећи, односно да САД у њему неће учествовати.
Једини изузетак је била ратна морнарица, која се развијала због све већег супарништва САД с Јапаном у подручју Тихог океана. Због великих удаљености између појединих тачака у Тихом океану, велики је нагласак стављен на авијацију, односно координацију њених активности с морнарицом. Због тога су САД, слично и Јапан, развиле врло квалитетну и извежбану морнаричку авијацију те саградиле неколико носача авиона. Велики су напори уложени и у развијање техника за амфибијске операције, односно брзу градњу аеродрома и лука на изолованим острвима.
Због тога је развој копнене војске, односно планови за евентуално деловање на европским бојиштима био потпуно занемарен. Године 1939. америчка војска је имала застарелу опрему и неадекватну тактику. Но, релативно касни улазак у рат је омогућио учење на туђим искуствима, док су многи од тих недостатака компензовани индустријском моћи САД која је, слично као и СССР, квалитативне недостатке избрисала квантитетом.

### После Другог светског рата
Америчка војска је после 1946. године имала често ангажовање и војне интервенције у земљама Латинске Америке, Азије и Африке... са једним изузетком у Европи. Тиме су се мешали у унутрашње ствари малих држава желећи да их ставе под свој политички и пре свега економски утицај.

#### 1946—1980.
1950—1953: Корејско полуострво, где је Војска САД директно подржала Јужну Кореју против Северне Кореје на самом истоку Азије. Северну Кореју су подржавали Совјети и Кинези, док су Јужну Кореју подржавали САД, Велика Британија, Аустралија, Белгија, Канада, Француска, Грчка, Холандија, Филипини, Турска, Колумбија, Етиопија... Овај рат је показао да америчка војска није непобедива.
1964—1975: Рат у Вијетнаму, где су амерички војници подржавали Јужни Вијетнам против Северног Вијетнама у југоисточним деловима Азије. Ово је први велики пораз америчке војске која се у паничном бегу морала повући са територије источне Индокине.
1971: Индијско-Пакистански рат, где су САД подржавале војно и материјално Пакистан, док је Индија имала помоћ од Совјета односно потписан уговор о војној сарадњи на 20 година. Овај једномесечни рат у јужној Азији су Индијци убедљиво добили (и на мору и у ваздуху и на копну) и фактички уништили пакистанску армију.
1977—1978: Огаденски рат који се водио у источној Африци, када су амерички војници подржали Сомалију у рату против Етиопије. Етиопљане су подржавали Кубанци и Совјети, док су Сомалијце подржавали још Италијани и Британци. Ово је други пут у историји да су Американци изгубили рат.

#### 1981—2015.
1989—1990: Панамски рат је напад Оружаних снага САД на Панаму, државу у централној Америци, где је био циљ запосести Панамски канал, важну стратешку тачку читавог америчког континента. Рат је трајао 2 месеца и Панамци су поражени. Савет Безбедности УН, СССР и највећи део земаља Латинске Америке је осудио САД због ове агресије.
1990—1991: Заливски рат у средњој Азији, када су амерички војници окупили око себе још 34 државе: Британија, Француска, Пољска, Холандија, Авганистан, Турска, Шпанија, Мађарска, Чехословачка и др. Американци су овај рат добили и истерали ирачку војску из Кувајта.
1991—1995: Рат у Хрватској, када су амерички војни авиони бомбардовали српски аеродром Удбина у Лици (24. новембар 1994), као и положаје око Книна (4. август 1995) чиме је започето етничко чишћење Срба из Крајине.
1992—1995: Рат у Босни и Херцеговини, где су амерички авиони више пута бомбардовали српске положаје у БиХ. А највеће ангажовање су имали у лето 1995. године када су две недеље непрестано бомбардовали скоро свако место у Српској Републици БиХ... што је касније спречило пораз хрватских и муслиманских ратних јединица, а територију Српске Републике смање на 49% некадашње Босне и Херцеговине.
1999: НАТО агресија на СР Југославију је био удружени злочиначки подухват 14 земаља НАТО пакта, које је предводила Војска САД са својим савезницима: Немачка, Британија, Француска, Холандија, Турска, Белгија, Канада, Португал, Данска, Норвешка, Албанија и др. Овај напад је изведен без одобрења Савета Безбедности УН на једну суверену европску државу која није напала ниједну чланицу НАТО пакта. Овим ратом Американци су подржавали албанске терористе, желећи одвајање Косова и Метохије од Републике Србије. Рат је завршен Кумановским споразумом.
2001—2014: Други авганистански рат је напад америчке војске са својим савезницима на Авганистан под оптужбом да ова држава скрива и подржава исламске терористе из Ал-каиде, јер је ова организација Осаме Бин ладена оптужена за напад на Светски трговински центар 11. септембра 2001. године. Рат је завршен поразом Авганистанаца и окупацијом ове државе.
2003—2010: Рат у Ираку су покренуле Сједињене Америчке Државе против Ирака, под оптужбом да режим Садама Хусеина производи оружје за масовно уништење. Рат се завршио поразом Садама Хусеина и он је свргнут са власти, а Ирак окупиран. Многи детаљи овог рата су преношени директно на светским ТВ станицама. После тог рата амерички истраживачи нису нашли доказе да је режим Садама Хусеина производио оружје за масовно уништење.
2011: Рат у Либији, где су амерички војници заједно са италијанским, британским и француским војницима борили против Либије, тачније њеног дугогодишњег вође Гадафија у северној Африци, који се деценијама борио за ослобађање афричких држава од економског ропства. Рат је завршен поразом Гадафија и његовим убиством, а Либију су преузеле проамеричке снаге.